# Општина Драгомирешти-Вале (Илфов)
Драгомирешти-Вале (рум. Dragomireşti-Vale) општина је у Румунији у округу Илфов.
Oпштина се налази на надморској висини од 93 m.